# Arachnoïd
«Arachnoïd» (Арахноїд) — французький рок-гурт напряму прогресивний рок. На вебсторінках «Прогархівів» та «Last.fm» можна натрапити на такі уточнювальні характеристики музики цього гурту як симфо-прог-рок, дарк-прог-рок і, звичайно, психоделік-прог-рок. Музика Арахноїда побудована на болісних мелодійних структурах у дусі King Crimson в «Larks' Tongues In Aspic» і на драматичному вокалі в найкращих традиціях Ange. Гурт мав десятирічну історію становлення й розвитку, яка зайняла всі 1970-ті роки, збігшись з роками становлення, розквіту й занепаду прогресивного року, який спостерігався у 1980-х роках. Історія гурту увінчалася записом єдиного альбому, що носить ту ж назву що й гурт. Цей альбом містить настільки унікального характеру музику, що стоїть осторонь від основної течії прогресивного року тих часів.

## Біографія

### Започаткування гурту
Історія цього гурту починається зі східних передмість Парижа де його засновники Патрік Вуандріш (22.02.1952 р.н.) і його друг дитинства Мішель Піло (03.12.1951 р.н.), які жили в Гурне-сюр-Марн, перебуваючи в захваті від англійського року середини шістдесятих, особливо від Beatles, Stones, Kinks і та ін. у 1967 вирішили вчитися гри на гітарі самостійно, щоб грати їхню улюблену музику. Батьки Патріка купили акустичну гітару і він почав вивчати ази на цьому інструменті. Між тим, Мішель роздобув мандоліну. Дует почав імпровізувати в підвалі батьків Мішеля. У 1968—1969, два музиканти відкрили для себе Pink Floyd, Джимі Хендрікса, Ніла Янга та інші інноваційні рок-гурти, і їхні музичні смаки еволюціонували в бік прогресивнішого року. 1969 року двоюрідний брат Мішеля, Лоран Делепьєр (1956 р.н.) приєднався до дуету й виступав барабанщиком, який грав на різних речах, таких як телефонні книги, коробки, іграшки, використовуючи кеглі щоб імітувати звуки барабанної установки.
Тріо розширювало репертуар власними поп-піснями, які співались англійською мовою Патріком і Мішелем під впливом зазначених вище гуртів. Мішель купив класичну гітару. Обидва гітаристи хотіли грати на електрогітарах, але цей інструмент був недоступний для них. Спочатку вони зробили саморобну електрогітару, однак, наприкінці 1970 і на початку 1971 року, вони придбали складніше устаткування: Лоран купив барабанну установку, Патрік купив бас, а Мішель електрогітару, так що вони могли, нарешті, поліпшувати свою техніку гри. Спільний друг по Шельській середній школі, який навчався в цей час у Детройті, писав англійські тексти до їхніх пісень.
Один із сусідів Патріка, Марк Роберт (1956 р.н.) приєднався до трьох друзів як соло-гітарист, що призвело до того, що Мішель став грати на ритм-гітарі. 1970 року Патрік запропонував назвати гурт «Arachnoïd», що означає мембрану, яка оточує мозок (Павутинна мозкова оболона), натякаючи на мозковий і психоделічний аспект їхньої музики, а також їхню пристрасть до функціонування мозку, а також вказуючи на павуків, натякаючи на Патрікову й Мішелеву справжню фобію стосовно цих істот.
Першого січня 1972 року гурт вирушив до Англії, щоб купити старе устаткування (підсилювачі та відлуння-камери), а отже, щоби перейти в новий музичний вимір. Гурт еволюціонував у бік більш психоделічної музики, використовуючи свої відлуння-камери та інші ефекти. З кінця 1970 по 1972 вони змінювали репетиційні кімнати кілька разів.

### Приєднання Франсуа Фожьєра та Іва Жаво
У 1972 році Франсуа Фожьєр (09.05.1951 р.н.), ще один хлопчик з Шельської середньої школи, запропонував підсилити гурт. Він навчився грати на фортепіано, завдяки приватним урокам і запросив гурт для репетицій (без Лорана) у вітальню родинного будинку, вносячи свої власні ідеї й, отже, сприяючи створенню нового репертуару. У вересні 1972 року Франсуа купив орган Fartisa, який він швидко переробив для отримання оригінальніших звуків, точно так само, як і Майк Ретледж із Soft Machine, одного з його улюблених гуртів, сам порався біля свого органу. Восени 1972 року Ів Жаво ще один з друзів по середній школі, підсилив гурт, запропонувавши товаришам світлове шоу та візуальні ефекти для виступів. Гурт скомпонував довгу «Orange Juice Suite» — серію з 12 тем з різними вокальними партіями та «In the Screen Side of your Eyes». Вокальні партії були розділені між Франсуа, Мішелем і Патріком. Останній у той час також грав на дванадцятиструнній гітарі. Музика Арахноїда стала більш інструментальною і складнішою.

### Перший виступ на сцені й приєднання Ніколя Поповскі
Уперше гурт постав на сцені Молодіжного центру м. Шель 5 травня 1974 року. Багато молодих людей з Шеля та околиць прийшли й оцінили музику Арахноїда та іншого місцевого гурту «Le tricot du sergent Leon», тріо, очолюване гітаристом Ніколя Поповскі (17.09.1954 р.н.). Історія Ніколя схожа на історію Патріка й Мішеля. Він жив у Шам-сюр-Марн, неподалік від м. Шель. Його батьки, вихідці з Росії, привчили його слухати музику класичних російських композиторів, таких як Бородін і Римський-Корсаков. Потім, у середині шістдесятих, він відкрив для себе рок, спершу через Beatles, потім через англійські гурти, такі як Animals, Kinks, Yardbirds. Завдяки бажанню відтворити музику своїх кумирів, він почав вивчати гітару, спочатку акустичну, потім він купив електрогітару і став відвідували приватні уроки в школі Пола Бойшера, що дозволило йому відкрити для себе і вивчити основи джазової та бразильської музики. Після всього цього він пішов до консерваторії, де вивчав гітару та теорію музики. На початку 70-х він створив перший фольк-гурт як співак та гітарист і виконував мелодії французької та єврейської музики. 1972 року Ніколя купив Telecaster і заснував гурт «Le tricot du sergent Leon», назва навіяна концептуальним альбомом Beatles «Sgt. Pepper». Тріо включало гітару, бас і барабани, вони співали французькою мовою й писали психоделічну музику, яка була поєднанням впливів Jefferson Airplane, Beatles і Хендрікса. У день концерту в Молодіжному центрі учасники двох гуртів заприятелювали. Через кілька днів після концерту Марк Роберт покинув Арахноїд; ще раніше, у червні 1973, Лоран теж припинив грати з гуртом, через те, що в кімнаті, де відбувались репетиції, не було місця для барабанної установки.
Тим часом, музика, яку писав гурт змінилися. Вплив прогресивного року і класичної музики (Франсуа любив Баха, а Патрік цінував Бетховена і Гріга) разом з їхніми особистими ідеями створювали оригінальну музику. Розробка теми була колективною роботою: кожен музикант привносив у мелодію низку акордів, так що теми розвивались і виливались у форму. У лютому 1974, Мішель Піло залишив гурт через виконання військового обов'язку й у цей час гурт «Le tricot du sergent Leon» покинув бас-гітарист. Музикантам Арахноїда подобалася техніка Ніколя Поповскі й, знаючи про поділ його гурту, вони запропонували йому приєднатися, що Ніколя й зробив у липні 1974 року.

### Новий виступ і приєднання Бернара Мініга
Репертуар поповнився композицією «Martin Beach Suite», написаною Ніколя Поповскі на поетичну лірику Іва Жаво. У січні 1975 року Лоран повернувся в гурт, оскільки музикантии знайшли нове місце, у якому могли вміститися барабани, а також приєднався Мішель, який повернувся з військової служби в лютому. У квітні 1975 року, Арахноїд виступив у молодіжному центрі в Ганьї. Вони знайшли спільну мову зі звукорежисером і менеджером молодіжного центру, який запропонував їм прийти наступного дня, щоб записати демо-касету в його маленькій студії, яка була оснащена двотрековим магнітофонним рекордером. Учасники гурту грали всі разом, і їм потрібен був лише один дубль щоб записати дві композиції, включно з довгою 20-хвилинною інструментальною сюїтою з дванадцяти різних тем.
У травні 1975 року, і Мішель і Лоран залишили гурт, якому вони не могли приділяти достатньо часу. Зведені до тріо, музиканти репетирували в кількох місцях до Різдва, підтримувані в той час Філіпом Ожье, ще одним другом із середньої школи, який грав на флейті. Восени 1975 року гурт уподобав місце для репетицій у будинку подруги, Крістін Марі. На початку 1976 року, Філіп відчував себе не так добре мотивованим і залишив гурт. Але Патрік, Франсуа й Ніколя хотіли продовжувати свої музичні пошуки й вирішили шукати нових партнерів, які б розділили з ними амбіції та мотивацію. Вони зв'язалися з Бернаром Мінігом (березень, 1951 р.н.) і П'єром Кімом (03.12.1955 р.н.), які грали відповідно на ударних та клавішних у джаз-рок гурті з м. Шель під назвою «Evanescence», після джем-сейшенів вони приєдналися до тріо в лютому 1976 року.
У березні—травні 1976 р. гурт змінив свій репертуар, переаранжувавши «In the Screen Side of your Eyes», а також «Toutes ces images» (усі ці образи) і «Climb on a Hill», дві композиції, створені в період з червня 1975 до початку 1976 року і створили нову композицію, «Le Chamadere». Слово «Chamadere» англійською звучало б «Camedary», утворене злиттям слів двогорбий верблюд (camel) і одногорбий верблюд (dromedary), натякаючи на казкову подорож у пустелю.

### Марк Меріл у гурті
У травні 1976 року гурт зустрівся з Марком Мерілом (березень, 1951 р.н.), з яким учасники відразу ж добре ладнають. Марк Меріл був членом «Le Tuts circus», труппи акторів, фокусників і вуличних клоунів. З ними він приїхав до Парижа, щоб зробити собі ім'я, як клоун, фокусник і мім. Оскільки музика Арахноїда сподобалася йому, він запропонував гурту написати музику для шоу «Mythomagie», яке він показував у той час. П'єр, Ніколя й Патрік склали нові теми під вокал записаний Марком. Потім, у липні, гурт, без Франсуа, який повинен був залишитись у Парижі, вирушив на гастролі з Марком Мерілом, щоби підтримати його шоу на півдні Франції. Експеримент був взаємовигідним і взаємоцікавим, Марк запропонував багато ідей гурту і зрештою він приєднався до нього як співак, перкусіоніст і організатор виступів.
18 грудня 1976 у Вер-сюр-Марн, недалеко від Парижа, Арахноїд грав уперше свій новий репертуар, до складу якої входять колишні композиції плюс «Le Chamadere», «La Guepe», «Piano caveau» і «Le Pierrot», вони також перевірили їхню нову формулу виступів з різними візуальними проявами у виконанні Марка. Марк також пише сюрреалістичні, філософські та театральні тексти для гурту. Однак, особисті розбіжності між Марком і деякими з музикантів спалахнули й він покинув гурт у березні 1977 року.

### Успіхи, запис альбому
Ів написав тексти для двох нових композицій гурту, «Toutes ces images» і «La guepe» та змінив разом з Ніколя текст, написаний Марком для «Le chamandère» щоб зробити його більш музичним і менш театральним. Стиль написання текстів Іва відповідає сприйняттю гуртом його музики. Крім того, музиканти можуть висловити через свої композиції песимістичне й болісне сприйняття майбутнього людства.
7 і 20 березня Арахноїд дає два концерти в Ла Пеніше — баржі біля набережної Вальмі на каналі Сен-Мартен у Парижі. Там вони виконували нову масштабну сюїту — «Les quatre saisons de l'enfer» (чотири сезони пекла). Під час цих виступів на екран, що був за музикантами посилалася велика кількість слайдів, відповідно до емоцій та атмосфери, викликаних музикою. Світло підкреслювало постаті музикантів, які були одягнені в строкатий одяг. Поль Путі, журналіст рок-журналу «Rock'en'Stock» оцінив цей концерт і присвятив гурту колонку, відгукуючись про музикантів дуже добре й підбурюючи їх до запису альбому. 15 квітня гурт грав в Американському центрі разом із джаз-рок гуртом з Меца, «Grosse Catastrophe», а потім у травні, вони грали двічі в передмісті Парижа. 19 червня вони з'явилися на Шельському фестивалі свободи слова, разом з багатьма іншими місцевими гуртами, такими як «Andromede» and «Titi's Circus». Потім, 29 червня, Арахноїд узяв участь у фестивалі в «La Ferte-Allais» разом з «Treponem Pal» і «Andromede», але гурт не міг грати через погану організацію. У червні, Франсуа, Ніколя й Патрік написали музику для дитячого шоу «Ballon reve» для Іва Жаво й Мартіна Рато, які заснували театральну компанію «Porte Lune».
Між тим, спокусившись ідеєю Поля Путті, Патрік вирішив фінансувати запис альбому. Він забронював студію в Ле-Шене, щойно створену її власником, Філіпом Бесомбесом у підвалах приватного будинку. Гурт обрав улюблені твори, якими були «Le Chainadere», «Piano caveau», «La guèpe», «L'adieu au Pierrot» (коротка версія «Le Pierrot»), «Toutes ces images» та «In the Screen Side of your Eyes». Запис розпочався в липні і продовжувалося до листопада шляхом 3-дні-на-місяць сесій під керівництвом Філіпа. Вокал був розподілений між трьома співаками у більшості композицій, кожен з яких виконував один або кілька пасажів у кожній пісні, забезпечуючи більш широке розмаїття голосів. Гурт запросив на записи Філіпа Онера, який зіграв на флейті в «In the Screen Side of your Eyes» і саксофоні в «La guèpe», а потім орган подвоїв саксофонне соло. Крістін, дівчинка 6 років розповіла текст на «Le chamandère», у той час як Крістін Марі, Ів Жаво та Мартін Рато взяли участь в «La guèpe».

### Розпад
У липні гурт втратив свою репетиційну кімнату в Шелі; у кінці року з гурту пішов П'єр Куті, бо він хотів присвятити себе юриспруденції. Через відсутність менеджменту, гурт втомився й розпався в червні 1978 року. Ніколя пішов грати з Бернардом Мінігом у гурт, який супроводжував Сержа Лаберена, французького фолькового співака із Шеля й у 1979 Серж записав з ними альбом. Восени 1978 року Патрік зібрав колектив у дещо іншому складі: залишився Франсуа, повернувся Мішель Піло й були прийняті Дідьє Агноля (гітара) і Жан-П'єр Лебер (ударні). Таким складом були записані три демо-пісні. Через те, що тексти не були розроблені, пісні співалися «мовою риб»; музика залишилася симфонічною, але ритмічні малюнки стали енергійнішими.
Дідьє Агноля покинув гурт у 1979 році й був замінений на Філіпа Сеґьє. Наприкінці 1979 року Мішель і Франсуа залишили гурт з особистих причин, і Арахноїд був перейменований в «Color». Тріо почало грати простішу рок-музику в традиціях XTC. Ще раз Марк Меріл став писати тексти пісень. Патрік створив свою власну студію з назвою «WW». У 1980-ті, ця студія стала спеціалізуватися на альтернативних рок-гуртах. З 1990 по 1993, Патрік повернувся до роботи з Франсуа, який продовжував грати на синтезаторі, хоча він втратив одну руку і два пальці іншої руки в дуже серйозної аварії. Дует переаранжував і грав композиції, які були написані в 1972 році. Патрік приєднався до Гілберта Артмана, щоб створити студію і відповідати за звук у гурті Гілберта, Urban Sax. Після кількох гуртів і сольних експериментів, Ніколя перестав грати музику. Використовуючи свій ступінь музикознавства, він став учителем музики й продовжував грати для задоволення, у джаз-гуртах, великих гуртах або в ресторанах. Бернард Мініг грав у гурті, який співав французький шансон, а потім подався в інформатику в той час як П'єр Куті став адвокатом, а Ів Жаво професійним режисером і актором. Марк Меріл (чиє справжнє ім'я було Марк Мурьє) помер в 1987 році після тривалої хвороби. Франсуа помер у серпні 1995 року через погано доглянуту рану, яку він отримав у Бразилії.

## Альбом Arachnoïd 1978
Після запису згаданих трьох демо-композицій Патрік Вуандріш у тому ж 1978 році зустрівся з менеджером нової фірми звукозапису Divox і домовився про випуск альбому, записаного ще рік назад. Патрік попрохав художника Філіпа Хуарта, який уже виконав кілька робіт для Ange, зробити художнє представлення Арахноїда. Альбом, у який не ввійшла композиція «In the Screen Side of your Eyes» був виданий накладом 1000 платівок. Альбом надійшов у продаж на початку 1979 року й не мав назви, хоча була ідея назвати його «Jezabel» за образом взятим з «Le chamandère». Альбом постраждав через відсутність заохочення і повну відсутність інтересу з боку преси. 1987 року цей альбом уже з композицією «In the Screen Side of your Eyes» перевидав лейбл Musea. Пізніше, в 1996 році лейбл Musea перевидав альбом, включивши до нього чотири бонус-композиції, а також буклет з повною біографією гурту.
Раритетний альбом Арахноїда став міфічним, поцінованим і таким, що має великий попит серед любителів прогресивної музики і справді був визнаним одним з найкращих у своєму жанрі.

### Композиції
1 — Le chamandère 13'49 — музика: Ніколя Поповскі, текст: Марк Меріл, Ів Жаво

2 — Piano caveau 7'18 — музика: П'єр Куті, текст: Марк Меріл

3 — In the Screen Side of your Eyes 4'03 — музика й текст: Франсуа Фожьєр

4 — Toutes ces images 8'04 — музика: Франсуа Фожьєр, текст: Ів Жаво

5 — La guèpe 8'39 — музика: Ніколя Поповскі, текст: Ів Жаво

6 — L'adieu au Pierrot 0'57 — музика: Бернар Мініг, текст: Марк Меріл

7 — Final 3'02
8 — L'hiver (Les quatre saisons de l'enfer lère partie) (live) 4'14 — музика: Франсуа Фожьєр, текст: Бернар Лютерео

9 — Le Pierrot (live version) 5'07

10 — L'adieu (live version) 3'20

11 — Piano caveau (Instrumental and different mix) 7'15
Загальний час звучання 66:25

### Музиканти
Франсуа Фожьєр (фр. François Faugieres) / модифікований орган Farlisa, мелотрон, вокал на треках 2,4,5

П'єр Куті (фр. Pierre Kuti) / акустичне піаніно, електричне піаніно Fender, синтезатори 

Бернар Мініг (фр. Bernard Minig) / барабани 

Марк Меріл (фр. Marc Meryl) / головний вокал, тамбурин у композиції 10

Патрік Вуандріш (фр. Patrick Woindrich) / бас, гітара в композиції 3, вокал в 1,3,4,5,8,9, бек-вокал в 1,2,4,5

Ніколя Поповскі (фр. Nicolas Popowski) / гітара на всіх треках за винятком 3, вокал на 1,3,4,5,8,9, бек-вокал у 5.

### Гості
Філіп Онер (фр. Philippe Honore) / флейта в композиції 3, саксофон у композиції 5 

Ів Жаво (фр. Yves Javault) / вокал в композиції 5

Крістін Марі (фр. Christine Mariey) / голос, що промовляє в композиції 5

Мартін Рато (фр. Martine Rateau) / голос, що промовляє в композиції 5

Крістін (6-річна) / голос у композиції 1.

### Приклад лірики Арахноїда
Композиція «In the Screen Side of your Eyes» є найбільш простою, найменш психоделічною і єдиною написаною англійською мовою композицією, що увійшла в альбом.
| Текст оригіналу | Поетичний переклад |
| --- | --- |
| In the screen side of your eyes Evening clouds are running high Wet sunset on rainbow vapor Can't you see the travelling light in you Now the horizon is bright Purple air is getting thicker Time is going slower and slower I am crystallising myself | У ваших очей дивнім світі дзеркальнім Високі, вечірні пливуть тихо хмари, А сонце західнє забарвлює пару… Лиш своїх очей ви не бачите сяйва… Світиться обрій ще серпантином, Багряне повітря стає все густішим, І далі тече час усе повільніше — Себе сам вкриваю я щільно бурштином. |